# Долішня Бешовиця
Долішня Бешови́ця (болг. Долна Бешовица) — село у Врачанській області Болгарії. Входить до складу общини Роман.

## Населення
За даними перепису населення 2011 року у селі проживали 266 осіб, з них 60 осіб (98,4%) — болгари.
Розподіл населення за віком у 2011 році:
Динаміка населення: